# Республика Западное Папуа
Респу́блика За́падное Па́пуа (индон. Republik Papua Barat) — непризнанное  и фактически виртуальное государство, провозглашенное 14 декабря 1984 года группой активистов сепаратистского Движения за свободное Папуа. По их замыслу государство должно находиться на территории индонезийской части острова Новая Гвинея.
До 1962 года данная территория была колониальным владением Нидерландов, затем, после индонезийско-голландского вооруженного противостояния 1961−62 годов перешла под контроль Индонезии. По соглашению сторон предполагалось, что судьба Западного Папуа будет решена на референдуме в 1969 году. Однако индонезийские власти всенародного референдума проводить не стали, а, отобрав из 800-тысячного населения 1022 представителя, предложили им проголосовать. В результате был единогласно утверждён Акт свободного выбора, подтверждавший вхождение Западного Папуа в состав Индонезии.
В итоге территория была провозглашена индонезийской провинцией (названия — «Западный Ириан» в 1969−1973 годах, «Ириан-Джая» в 1973−2002 годах). В 2002−2005 годах осуществлено её поэтапное разделение на две провинции —  Западное Папуа и Папуа, а в 2022 году из последней были выделены ещё 3 провинции: Папуа-Пегунунган, Центральное Папуа и Южное Папуа.
При этом существенная часть коренного папуасского населения негативно восприняло присоединение этой территории к Индонезии и выступает в пользу её суверенного развития. Сторонники этой идеи настаивают на неправомерности проведения голосования, либо заявляют о фальсификации его результатов. С конца 1960-х годов в индонезийской части Новой Гвинеи возникло множество сепаратистских группировок, которые, несмотря на свою разрозненность, со временем получили условное обобщающее название Движения за свободное Папуа. Вооружённые отряды сепаратистов ведут вялотекущую партизанскую деятельность, периодически совершая убийства и похищения сотрудников индонезийских органов власти. Большая часть сепаратистского руководства, включая главного инициатора провозглашения Республики Бенни Венда, находится в эмиграции.
Название предлагаемого сепаратистами независимого государства, его гипотетическое устройство и символика неоднократно менялись. Начиная с середины 1980-х годов «Республика Западное Папуа» — наиболее популярный среди них проект суверенизации.